# Choriw (Wolodymyr)
Choriw (ukrainisch Хорів; russisch Хорев Chorew, polnisch Chorów) ist ein Dorf in der Westukraine mit etwa 350 Einwohnern (2001).
Der Ort liegt am Fluss Swynarka (Свинарка) im Rajon Wolodymyr der Oblast Wolyn, etwa 5 Kilometer südlich der ehemaligen Rajonshauptstadt Lokatschi und 47 Kilometer westlich der Oblasthauptstadt Luzk.

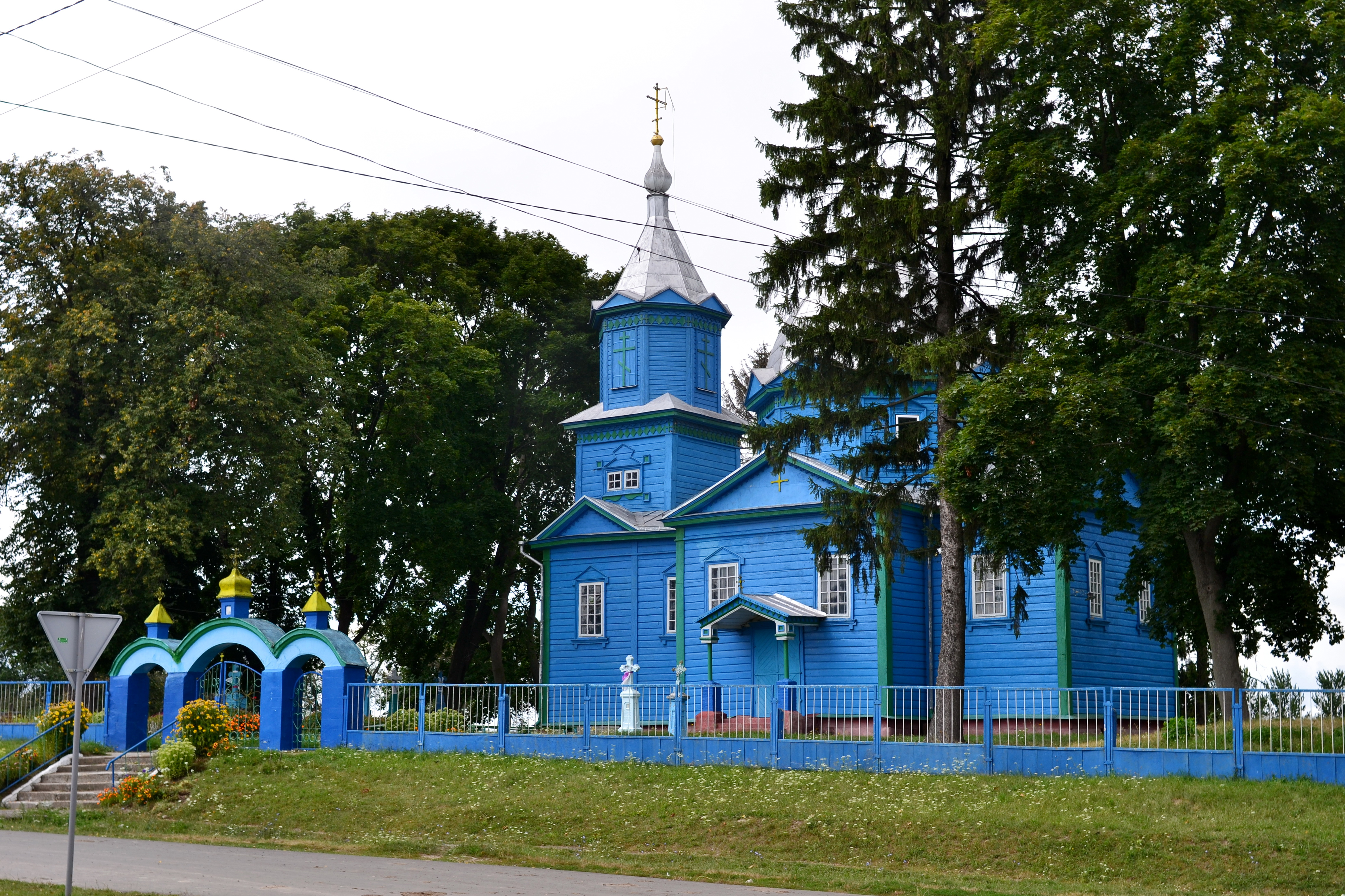
Kirche im Ort

Am 12. Juni 2020 wurde das Dorf ein Teil der Siedlungsgemeinde Lokatschi; bis dahin war es ein Teil der Landratsgemeinde Staryj Sahoriw im Westen des Rajons Lokatschi.
Am 17. Juli 2020 wurde der Ort Teil des Rajons Wolodymyr.

## Geschichte
Der Ort wird 1545 zum ersten Mal schriftlich erwähnt und gehörte bis 1793 zur Woiwodschaft Bełz in der Adelsrepublik Polen-Litauen. Mit den Teilungen Polens fiel der Ort an das Russische Reich und lag dort bis zum Ende des Ersten Weltkriegs im Gouvernement Wolhynien.
Nach dem Ersten Weltkrieg kam der Ort zu Polen (in die Woiwodschaft Wolhynien, Powiat Horochów, Gmina Chorów). Im Zweiten Weltkrieg wurde er zwischen 1939 und 1941 von der Sowjetunion besetzt. Nach dem Überfall auf die Sowjetunion im Juni 1941 wurde er bis 1944 von Deutschland besetzt, dies gliederte den Ort in das Reichskommissariat Ukraine in den Generalbezirk Brest-Litowsk/Wolhynien-Podolien, Kreisgebiet Gorochow.
Nach dem Krieg wurde der Ort der Sowjetunion zugeschlagen. Dort kam das Dorf zur Ukrainischen SSR und seit 1991 ist es ein Teil der unabhängigen Ukraine.